# Вулиця Володимира Великого (Кривий Ріг)
Вулиця та площа Володимира Великого (вулиця Мелешкіна, майдан Артема) — вулиця з однойменною площею всередині неї (а також народна назва  місцевості), у центрі Саксаганського району міста Кривий Ріг. Площа та вулиця названі на честь державного діяча та полководця, великого князя Київського, хрестителя Русі Володимира Великого.

## Загальна інформація
Довжина вулиці становить 5 200 м, ширина — 20 м. 

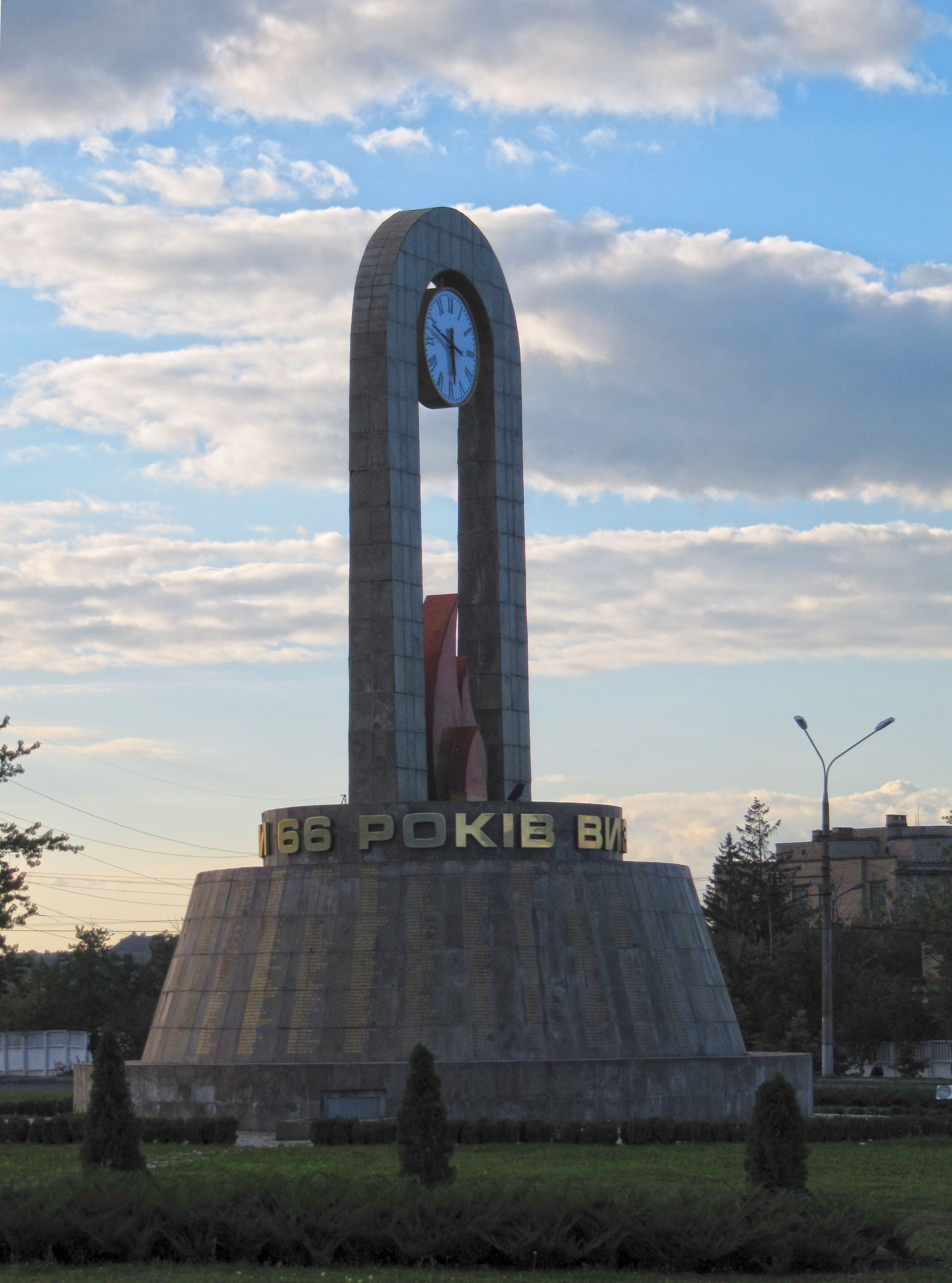
Пам'ятний монумент-годинник на площі 30-річчя перемоги

 Бере початок від вулиці Вільної Ічкерії (Волгоградська), закінчується на майдані 30-річчя Перемоги.
Прилучається до Бульварного провулку, вулиць: Льотчиків, Бикова, Святителя Василя Великого (Качалова), Тесленка, Катеринівської (Мануйлова), Сучасної (Пришвіна) та Генерала Радієвського (Тинка).

## Історія
Закладена наприкінці 50-х років, названа на честь радянського діяча Сергія Мелешкіна. Розбудована в 60—80 роках XX століття.
У 2016 році, в рамках процесу декомунізації, вулицю Мелешкіна перейменовано на вулицю Володимира Великого.

## Пам'ятки
- Пам'ятник 118 працівникам рудоуправління ім. Кірова, які загинули у роки Великої Вітчизняної війни — пам'ятка місцевого значення, споруджено 1975 року[4];
- Пам'ятник О. Горькому, встановлений 1958 року[5];
- Меморіальна дошка на честь Алтуніна Валерія Володимировича (14.04.1970—14.06.2014), старшого лейтенанта Збройних сил України, який загинув при виконанні військового обов'язку під час захисту територіальної цілісності та недоторканості України — буд. № 35А[6];
- Пам'ятний знак криворіжцям-учасникам ліквідації аварії на Чорнобильській АЕС, встановлений 2008 року[7].
- Пам'ятний знак на честь 50-річчя визволення міста Кривого Рогу, встановлений 1994 року[8];
- Пам'ятник О. В. Радієвському, командирові військової частини 3011 Центрального оперативно-територіального об'єднання Національної гвардії України, що загинув під час виконання військового обов'язку в зоні проведення антитерористичної операції на сході України[9];
- Меморіальна дошка на честь Зозулі Максима Петровича (02.08.1976—11.02.2015), старшого солдата Збройних сил України, який загинув при виконанні військового обов'язку під час захисту територіальної цілісності та недоторканності України — буд. № 26[10];
- Меморіальна дошка на честь Бєлікова Аркадія Андрійовича, який довгі роки очолював Криворізьку швейну фабрику «Старт» — буд. № 43Ж[11].

## Установи
- Кінотеатр «Олімп» — буд. № 24Б;
- Спортивний клуб "КБ — «75» — буд. № 23;
- Комунальний заклад освіти "Криворізький ліцей «Гранд» — буд. № 27;
- Церква Святої Мучениці Тетяни Української Православної Церкви — буд. № 29;
- Криворізький природничо-науковий ліцей — буд. № 32А;
- Криворізька гімназія № 14 — буд. № 34Б;
- Комунальний заклад «Криворізький дитячий будинок — інтернат» — буд. № 42А;
- Криворізька загальноосвітня школа І-ІІІ ступенів № 122 — буд. № 51Д[2].